# Vrankamen
Vrankamen je katoličko hodočasničko mjesto u Bosni. Nalazi se na na planini Vranici iznad Fojnice. Na njemu svake prve nedjelje po blagdanu sv. Ilije fratri fojničkog franjevačkog samostana Duha Svetoga organiziraju malo hodočašće. Ovdje održavaju tzv. čobansku misu. Tradicija održavanja te mise traje stoljećima. Datira skoro od samog osnutka fojničkog samostana. U davna vremena svećenici su na konjima jednom godišnje išli ovamo i donosili čobanima duhovnu okrjepu.
Tradicija je prekinuta tijekom nekoliko godina u Domovinskom ratu i od 1973. godine. Tad je zaprežnim kolima ovamo se zaputio ondašnji partijski moćnik Nikola Kovačević. Verbalnu prepirku s naguravanjem dvojice vjernika iskoristio i zabranio bilo kakvo okupljanje na Vrankamenu. Gvardijan fra Nikica Miličević obnovio je tradiciju 1991. godine kojeg su ubili pripadnici Armije RBiH. Danas nema više čobana, stada ovaca ni tornjaka. Premda je nestala populacija kojoj je misa bila namijenjena, mise se održavaju kao romantični spomen na davna vremena. Danas hodočašće ovom kraju osim što privlači mnoštvo vjernika, Božja izdašnost i velikodušnost ovih predjela zadivljuje mnoštvo planinara, zaljubljenika u prirodu, radoznalaca koji u velikom broju dolaze i nikad ne ostaju razočarani. Do Vrankamena je najlakše doći da se do Brusnice dođe automobilom. Otamo se pješači sat i pol do Vrankamena.